# Oceanus Procellarum

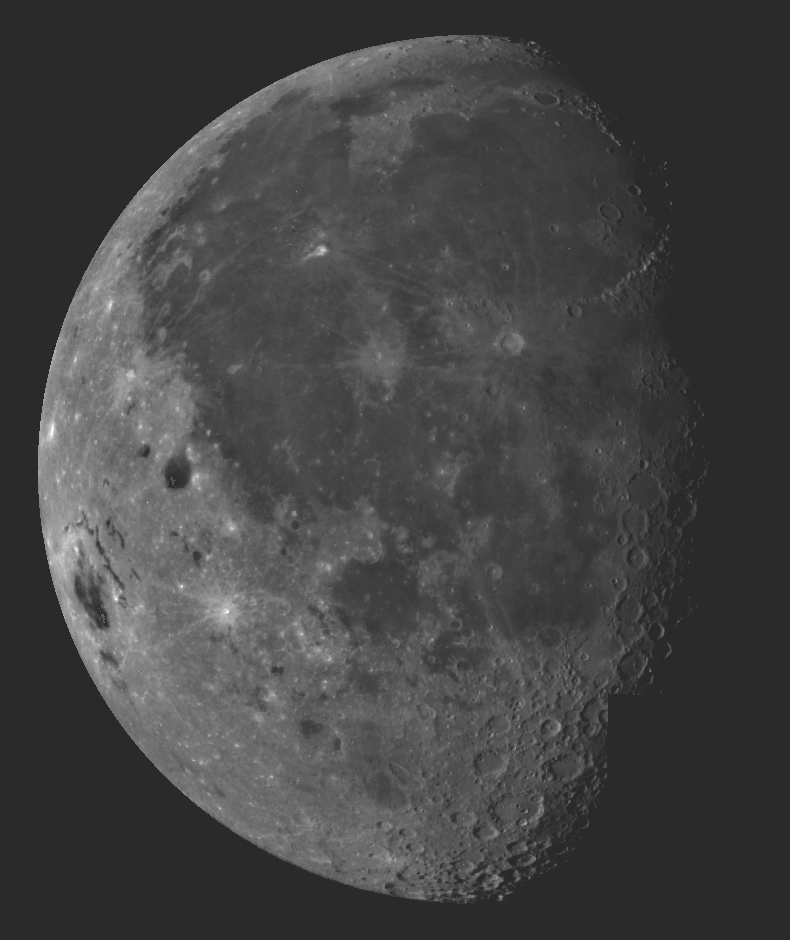
Oceanus Procellarum to duży, ciemny obszar powierzchni Księżyca w lewej górnej części ilustracji.

Oceanus Procellarum (łac. Ocean Burz) – ogromne morze księżycowe na zachodnim skraju widocznej strony Księżyca. Nazwa ta wywodzi się z dawnego przesądu, jakoby pojawienie się ciemnego kształtu Oceanu w czasie pełni zwiastowało pogorszenie pogody. Procellarum to największe z księżycowych mórz, rozciągające się wzdłuż osi północ-południe na 2500 km i zajmując powierzchnię około 4 mln km².
Tak jak wszystkie morza księżycowe, Ocean Burz powstał w efekcie dawnych gigantycznych erupcji wulkanicznych, które pokryły całą okolicę grubą, niemalże płaską warstwą zastygłej magmy, toteż zbudowany jest niemal wyłącznie ze skał bazaltowych. Jednak – w przeciwieństwie do pozostałych tego typu formacji – w przypadku Oceanus Procellarum przyczyną erupcji nie było uderzenie meteorytu. Ocean ten sąsiaduje m.in. z Mare Nubium i Mare Humorum od południa oraz z Mare Imbrium od północy (oddziela je pasmo górskie zwane Montes Carpatus. Północną krawędź Oceanu stanowi Sinus Roris (Zatoka Rosy).
Na powierzchni Oceanus Procellarum lądowały sondy misji Łuna 9, Łuna 13, Surveyor 1 oraz Surveyor 3. Było to również miejsce lądowania załogowego statku Apollo 12 z Pete'em Conradem i Alanem Beanem na pokładzie.
Współrzędne selenograficzne: ☾ 18,4°N 57,4°W/18,400000 -57,400000